# Henrik av Lettlands krönika

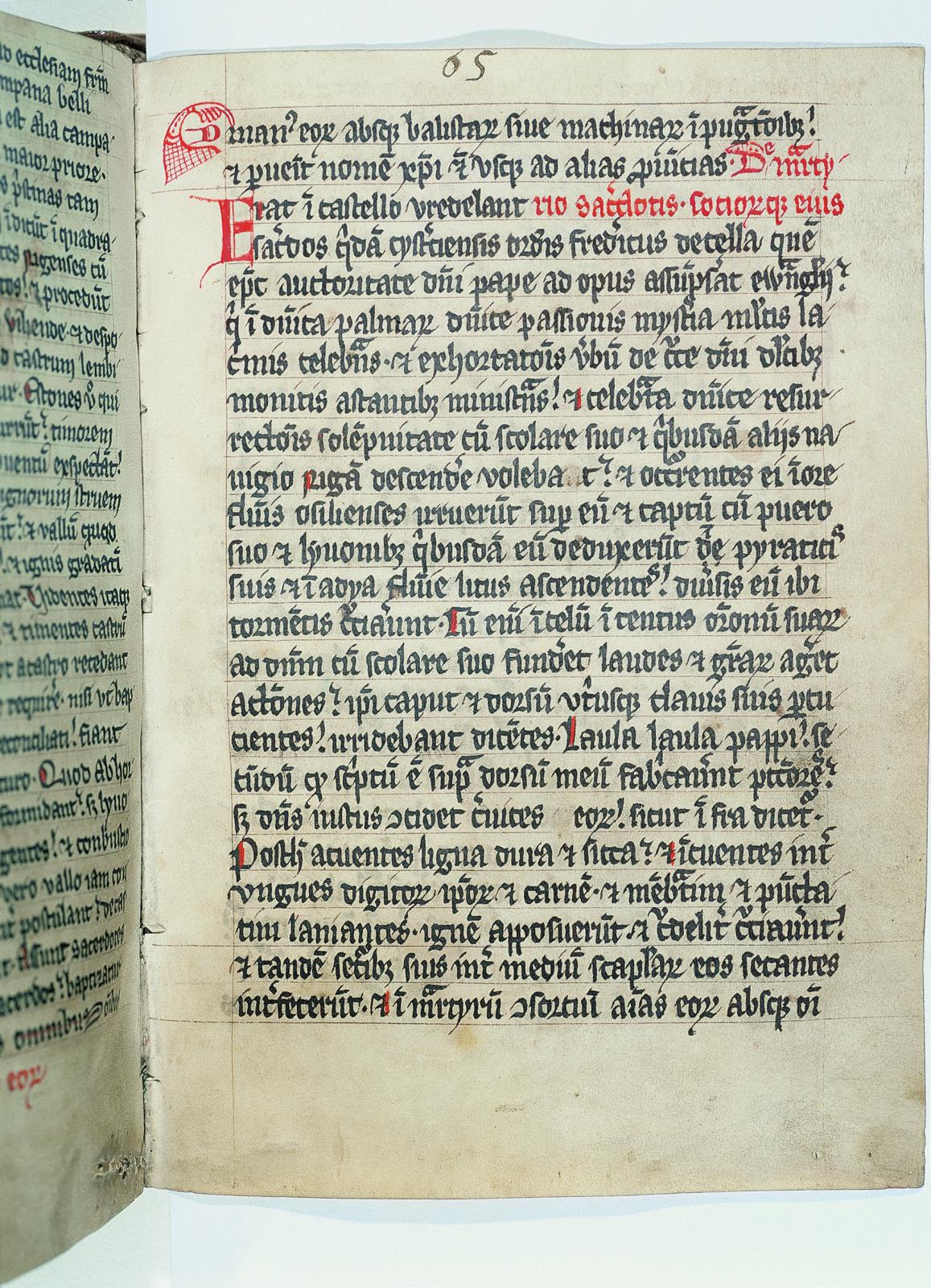
En sidkopia av Henrik av Lettlands krönika.

Henrik av Livlands krönika (lettiska: Indriķa hronika; latin: Heinrici Cronicon Lyvoniae) är ett historiskt dokument som beskriver Livlands och Estlands historia mellan åren 1180 och 1227. Det är det äldsta kända skrivna dokumentet om Lettlands historia.

## Bakgrund
På 1200-talet, samtidigt med de välkända korstågen mot Jerusalem och Mellanöstern, ägde de baltiska korstågen rum. Före korstågen var regionen Livland (som bestod av vad som idag är södra Estland och nordöstra Lettland) ett hednasamhälle där hansaköpmän mötte köpmän från Novgorod, och där tysk, skandinavisk och rysk handel, kultur och tro blandades. Skandinaviska härskare och Tyska orden erövrade och bosatte Baltikum och drev det in i västvärldens kretslopp.

## Innehåll
Henrik av Lettlands krönika tillhandahåller ögonvittnesmål om händelserna, med en ovärderlig och djupt mänsklig historia. Den visar på komplexiteten hos religiösa motiv som blandats med politiska avsikter. Den andra kända liviska texten, rimkrönikan, har inte lika stort historiskt värde, eftersom den i stora drag var avsedd som patriotisk, kristen hovunderhållning.
Krönikan består av fyra böcker. De första två böckerna, "Om Lettland" och "Om biskop Berthold", beskriver de två tyska biskoparna Meynards och Bertholds ankomst och deras misslyckade försök att etablera ett inflytande i Lettland. Den tredje boken, "Om biskop Albert", beskriver den tredje biskopen, Albert von Buxhövden, grundaren av Svärdsriddarorden, och erövringen av Livland. Den fjärde boken, "Om Estland", beskriver Alberts och Svärdsriddarordens erövring av Estland.
Originalmanuskriptet har inte bevarats. Det finns dock 16 olika kopior, skapade mellan 1300-talet och 1800-talet, av vilka den äldsta går under namnet Codex Zamoscianus. Texten finns i flera tryckta utgåvor, kommenterade och översatta till bl.a. tyska och engelska. På Internet finns det några utdrag att tillgå, , och en sida ur en av kopiorna kan ses här: . 

### Sverige i krönikan
Det äldsta nu kända skriftliga omnämnandet av staden Visby finns i denna krönika, gällande händelser år 1203 men alltså nedtecknat ca år 1225. Enligt krönikan härjade samma år hedningar från ön Ösel i Lister i Blekinge, där de bland annat ska ha förstört en kyrka, dödat invånarna, stulit kyrkklockor och tagit slavar. Vidare står det att dylika härjanden inte var ovanliga i Sverige och Danmark. Ön Gotland nämns ett flertal gånger, främst i samband med resande mellan Livland och Tyskland, liksom de svenska korstågen mot Baltikum.

## Författaren
Författaren till krönikorna är Henrik av Lettland (på lettiska Indriķis; latin Henricus Lettus). Enligt krönikorna var han en katolsk präst som bevittnade de flesta av de beskrivna händelserna. Henrik tros ha fötts mellan 1180 och 1188. Det är oklart huruvida han var från Livland eller Tyskland, men hans utbildning var i fullo tysk och katolsk, och i sin ungdom var han knuten till furstbiskop Albert von Buxhövdens hushåll. Henrik prästvigdes 1208, följde med biskop Albert på hans korståg i Livland som missionär och krönikör, och förestod där en egen församling. Att det inte handlade om en enbart fredlig uppgift framgår klart av hans egna berättelser, som innehåller många dramatiska händelser av vilka han själv deltog handgripligen i många.
Hans krönikor är skrivna ur synvinkeln att kyrkans historia var det viktiga i Livlands historia. Krönikorna kan ha påbörjats som en rapport till den påvlige legaten Vilhelm av Modena, vars tolk han var mellan 1225 och 1227. Legaten var i Livland för att medla i en intern kyrkodispyt mellan den danske kungen, svärdsriddarorden och Livlands katolska biskopars territoriella anspråk.

## Codex Zamoscianus
Codex Zamoscianus är den äldsta bevarade kopian av Henrik av Lettlands krönika. Den är skriven på pergament och har daterats till sent 1200-tal. Codexen är ofullständig; krönikan slutar i 23:e kapitlet.
Codex Zamoscianus finns i nuläget (2017) på det polska nationalbiblioteket i Warszawa.